# Aysheaia
Aysheaia is een geslacht van uitgestorven Ecdysozoa uit de groep Lobopodia, dat zowel bekend is van een soort uit het Midden-Cambrium van de Burgess Shale in Canada als van een soort uit de Wheeler-formatie in de Amerikaanse staat Utah. Soortgelijke vormen zijn gevonden in de biota van Chengjiang in de westelijke Chinese provincie Yunnan, die ongeveer tien miljoen jaar ouder is. De naam Aysheaia is afgeleid van de berg 'Ayesha' ten noorden van Mount Wapta.

## Kenmerken
Het een tot zes centimeter lange organisme had een langwerpig wormvormig lichaam bestaande uit ten minste twaalf lichaamssegmenten, waaraan tien paar conische stompe benen met kleine klauwen waren bevestigd. Aysheaia had bovendien een fijne, niet met de lichaamssegmentatie overeenkomstige, oppervlakkige bandering. De voorste mondopening was bekleed met zes vingerachtige uitsteeksels (papillen), die het dier hielpen met eten. Naast de tien pootdelen had Aysheaia een paar stekelige antennes in het voorste deel van de romp, die echter niet als hoofd van de rest van het lichaam was gescheiden. Vermoedelijk ondersteunden de voorste aanhangsels het dier ook bij het grijpen en eten van de prooi.

## Ecologie
Vanwege het feit dat veel exemplaren werden gevonden samen met de fossiele overblijfselen van sponzen (sclerites), kan worden aangenomen dat Aysheaia ervan leefde en zich ermee voedde. Aysheaia had waarschijnlijk de klauwen op de beenverlengingen gebruikt om zich vast te houden aan de sponzen. Er wordt aangenomen dat het ongewapende dier in de sponskolonies ook bescherming zocht tegen roofdieren. Negentien exemplaren van A. pedunculata zijn bekend uit de Burgess Shale in Canada. Dit maakt A. pedunculata tot een van de zeldzamere fossielen van de leisteen van Burgess. A. prolata is bekend van een individu uit de Wheeler-formatie.

## Classificatie
Aysheaia vertoont opvallende overeenkomsten met recente vertegenwoordigers van de fluweelwormen (Onychophora) en de beerdiertjes (Tardigrada) en wordt daarom door sommigen als hun voorganger beschouwd, maar niet in een van deze groepen ingedeeld. In plaats daarvan is Aysheaia een van de Cambrische vertegenwoordigers van de Lobopodia.

## Afbeeldingen

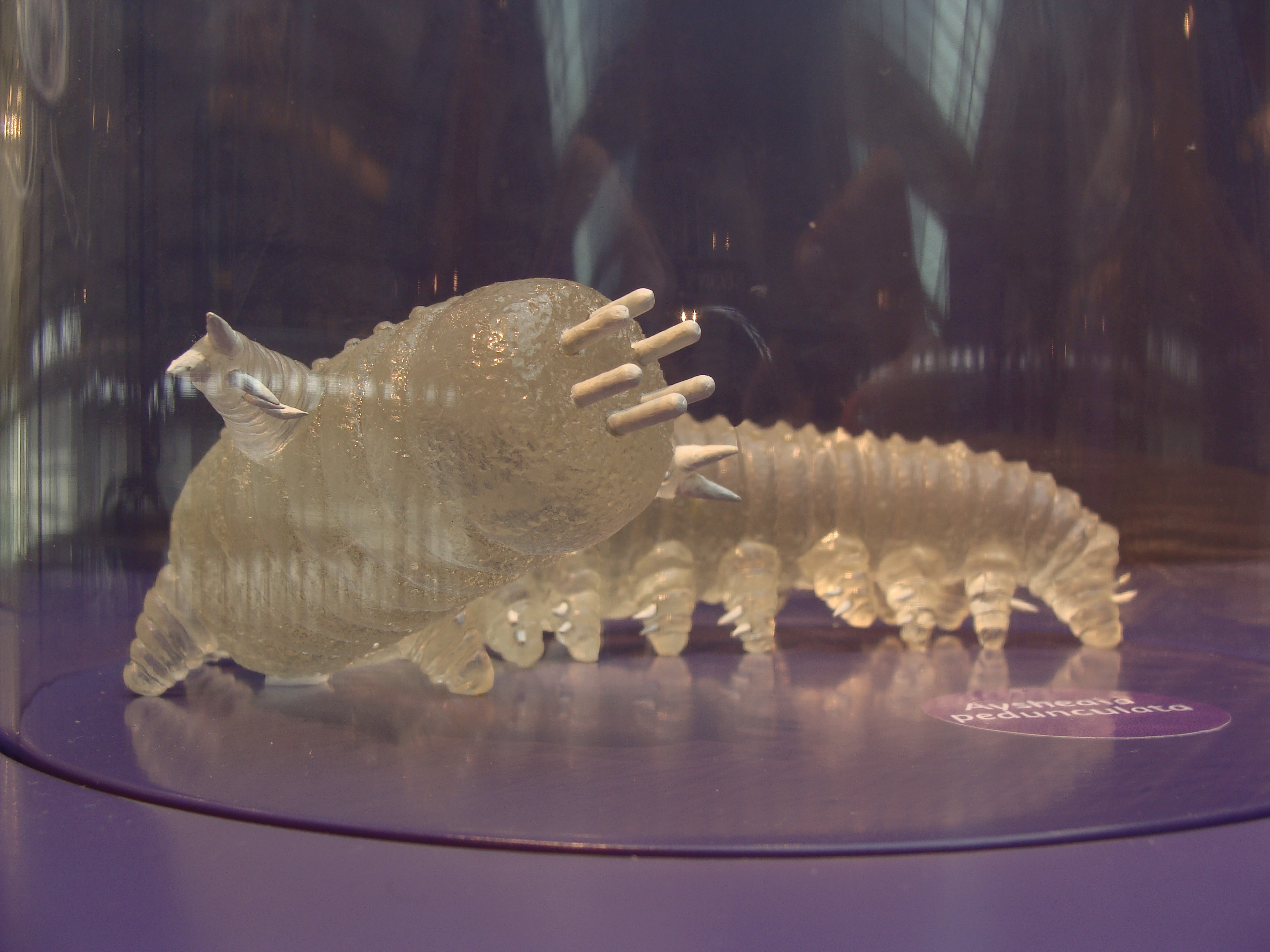
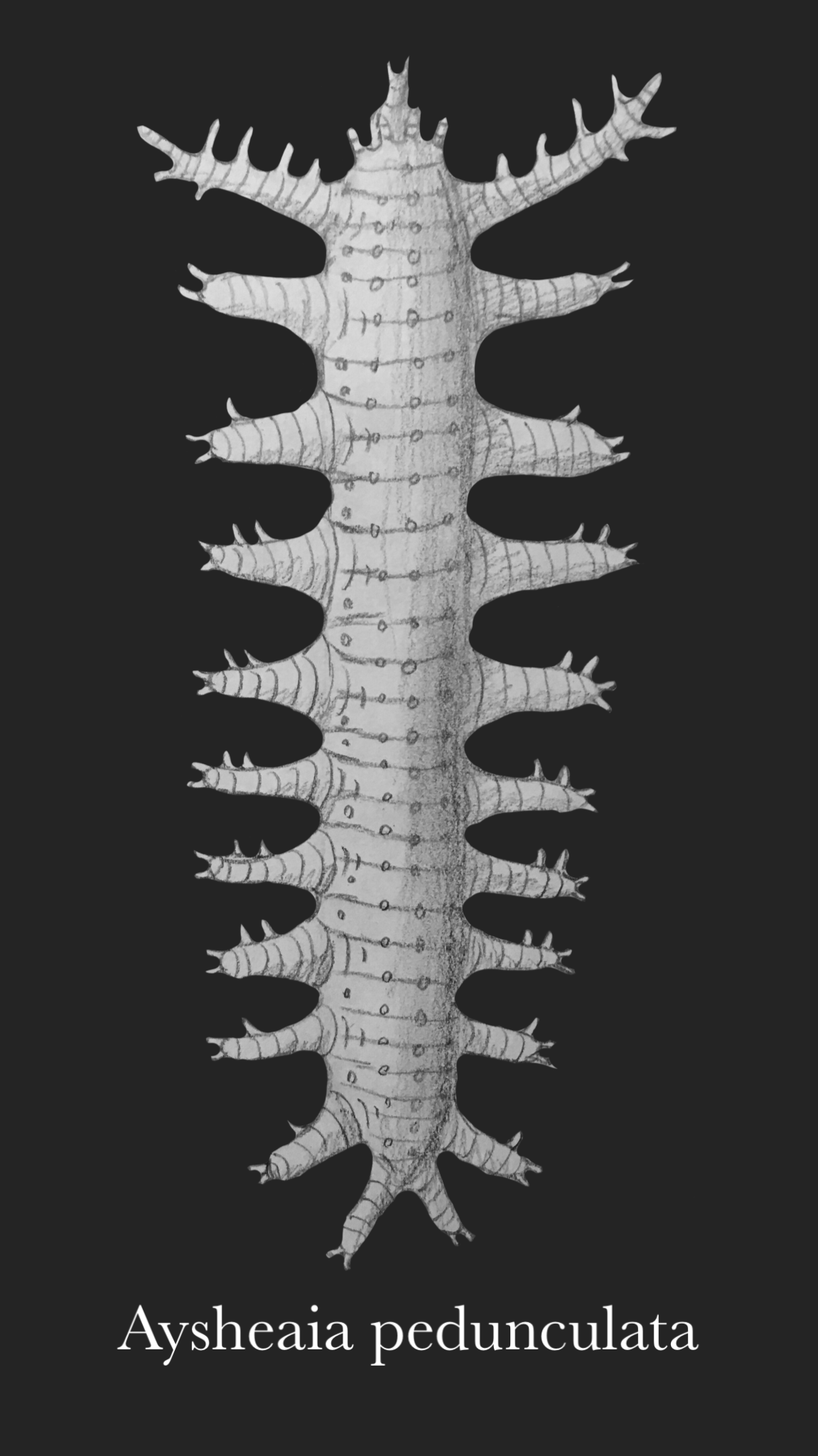
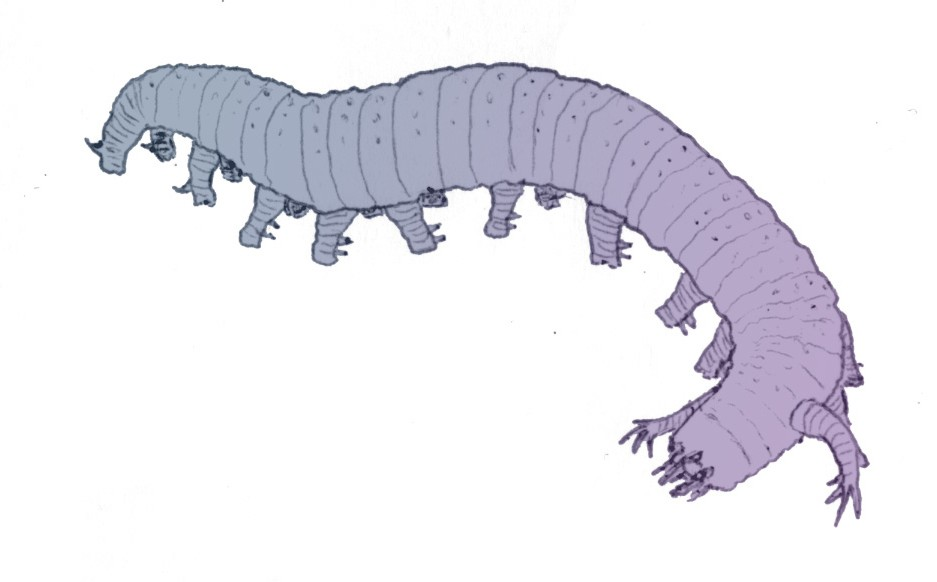